# Verdejo

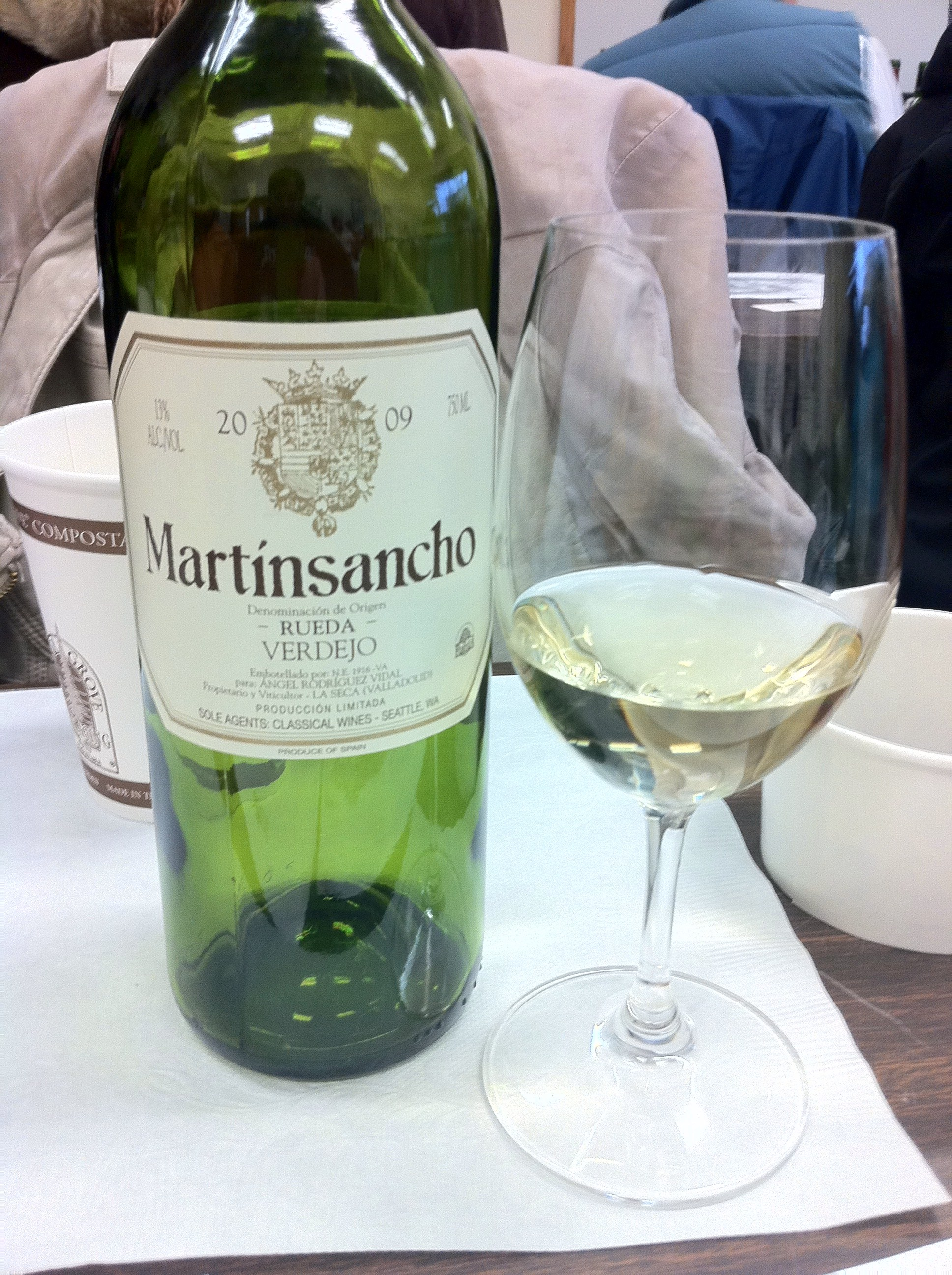
Un vino de verdejo.

La verdejo blanco, o simplemente verdejo, es una uva blanca de España. Se creía producto de un cruce entre la traminer (también conocida como savagnin) y la castellana blanca pero los estudios genéticos ampelográficos descartan esa teoría

## Historia
Tras la Reconquista de Toledo, la zona del Duero fue repoblada por astures, vascones y mozárabes. Es probable que la uva fuera traída desde Algaida, en el norte de África por la Vía de la Plata. Las primeras vides de esta variedad de España se plantaron en Zamora (Toro y la Tierra del Vino), la zona de Madrigal de las Altas Torres (de ahí su nombre blanca de Madrigal) y Rueda durante el reinado de Alfonso VI (siglos XI-XII).

## Regiones
Está presente, sobre todo, en la comunidad de Castilla y León. La siguiente región donde hay más verdejo es Extremadura, seguida por Castilla-La Mancha. Hay pequeñas cantidades plantadas en Asturias, Cataluña y Murcia. 
En 2007 había 11 000 ha en España de esta variedad.
Durante muchos años la preferencia de los consumidores por el tinto relegó a buena parte de los cultivos de verdejo a su vinificación para vinos a granel. No obstante, en los años 2000 aumentó la preferencia del público español hacia los vinos blancos y esto hizo que se desarrollasen mejores ejemplares con esta variedad. La uva verdejo estaba muy extendida en la zona de la Denominación de Origen (DO) Rueda (que se enmarca en las provincias de Valladolid, Segovia y Ávila), donde se adaptaba bien a los suelos arenosos cubiertos con cantos rodados.
En la década de 2010 ha empezado a cultivarse en Australia.

## Viticultura
Es una vid poco vigorosa. Es de porte horizontal. Su fertilidad es baja y su productividad es media. Los racimos son pequeños. Es resistente a la sequía y se adapta bien a terrenos poco fértiles y arcillosos. Precisa de podas largas para obtener producciones aceptables. Es una variedad muy sensible a la enfermedad de la uva oídio.

## Características del Verdejo
La uva Verdejo tiene gran consideración entre todas las variedades de vino de España y se utiliza como un agente de mezcla muy común con muchas otras como la Viura y el Sauvignon Blanc.
El vino blanco verdejo, en su momento óptimo, produce algunos de los mejores y más finos vinos blancos.Sus notas dominantes/características incluyen sabores de frutos secos, cremas suaves mezcladas con algo de miel, lo que lo convierte en uno de los vinos blancos más finos del mundo.
Tiene una personalidad muy característica, con aromas frutales, notas de matorral y un excelente nivel de acidez. Ofrece una plenitud en la boca que lo hace único en comparación con otros vinos blancos y un característico final amargo que lo hace inconfundible.

## Vinos
Los vinos son moderadamente alcohólicos. Tienen un color amarillo verdoso con tonos acerados. Son muy aromáticos y destacan los aromas a almendra amarga. Su acidez es media-alta y se trata de vinos con cuerpo, pero con cierta suavidad y un retrogusto ligeramente amargo. Suele emplearse para la elaboración de vinos generosos similares al jerez, mezclándola con la palomino. En la actualidad se elaboran vinos jóvenes monovarietales o mezclados con sauvignon y macabeo en diferentes proporciones. En la actualidad también se elabora un vino de verdejo con fermentación o crianza en barricas de roble. La crianza en barricas de roble le da complejidad.

## Sinónimos
Son sinónimos boto de gall, botón de gallo blanco, cepa de madrigal, gouvelo, verdal del país, verdeja, verdeja blanca, verdejo pálido y verdelho.

### Otras variedades con el término verdejo
La variedad portuguesa molar tiene como sinónimos verdejo negro y verdejo tinto. Además, la molar comparte con la verdejo blanco los sinónimos de boto de gall y botón de gallo. Otro sinónimo de la molar es botón de gallo negro.
Existe una variedad española rosada llamada verdejo colorado y una variedad blanca española llamada verdejo de Salamanca. La segunda es un cruce entre hebén y listán prieto.
Veldeho es, a su vez, sinónimo de la verdejo blanco y también el nombre o parte del nombre de algunas variedades distintas portuguesas.
Además, hay una veldeho en Madeira similar morfológicamente a la verdejo blanco española. Otra uva morfológicamente similar es la gouveio (presente en Portugal y en la región española de Galicia) que, hasta el año 2000, era denominada verdelho en Dão, Douro y Alentejo.